# Anna Moï
Anna Moï, de son vrai nom Trần Thiên Nga, née le 1er août 1955 à Saïgon (devenue Hô Chi Minh-Ville, Viêt Nam) est une écrivaine et styliste française.

## Biographie
Née en 1955, Anna Moï vit et étudie à Saïgon jusqu'à son baccalauréat en 1972, puis rejoint l'université Paris-Nanterre. Elle souhaite devenir journaliste, mais une rencontre avec Agnès Troublé (Agnès b.) la décide à devenir styliste. Depuis les années 1990, elle se consacre à l'écriture, entre souvenirs et réflexion sur le langage.

## Types d'œuvres
Anna Moï écrit en français des histoires dont la plupart prennent source dans son pays natal, le Viêt Nam.
Ses nouvelles ont pour cadre le Viêt Nam contemporain, et sont de deux types : les unes montrent des situations décalées et humoristiques ; les autres partent d’un élément anodin pour aboutir à une dimension poétique, voire philosophique.
Ses romans, marqués par les thèmes de la destinée et des rites de passage, offrent plusieurs niveaux de lecture : les événements historiques se croisent avec des réflexions sur l’art (soie laquée, sculpture) et un culte de la nature.
Polyglotte, Anna Moï considère les mots comme un matériau artistique, au même titre que le marbre pour un sculpteur, ou la peinture à l’huile pour un peintre. Anti-confucianiste, elle a choisi le français, une langue qui lui garantit sa liberté d’expression. « Je fuis ma bonne éducation en migrant vers d'autres langues. Plus je m'en éloigne, plus je peux être iconoclaste et dire l'indicible », explique-t-elle sur l'utilisation de cette langue.
Son roman, Le Venin du papillon (2017), a obtenu le prix Littérature-monde, décerné lors du festival Étonnants Voyageurs à Saint-Malo en 2017. En 2021, Anna Moï est récompensée par le prix littéraire de La-Renaissance-française (Académie des sciences d'outre-mer) pour le roman Douze palais de mémoire paru la même année. En 2022, elle reçoit le Grand prix Hervé-Deluen (Académie française).

## Publications

### Romans
- L’Écho des rizières : Nouvelles, La Tour d’Aigues, L'Aube, 2001, 92 p., 17 cm (ISBN 978-2-7526-0313-5).
- Parfum de pagode : Nouvelles, La Tour d’Aigues, L'Aube, 2004, 141 p., 17 cm (ISBN 978-2-87678-997-5).
- Riz noir : Roman, Paris, Gallimard, coll. « folio », 2004, 237 p. (ISBN 978-2-07-033305-9).
- Rapaces : Roman, Paris, Gallimard, 2005, 189 p., 21 cm (ISBN 978-2-07-077433-3).
- Espéranto, désespéranto : la francophonie sans les Français : Essai, Paris, Gallimard, 2006, 65 p. (ISBN 978-2-07-077952-9).
- Violon : Roman, Paris, Flammarion, 2006, 203 p., 21 cm (ISBN 978-2-08-069032-6).
- L’Année du cochon de feu, Monaco, Éditions du Rocher, 2008, 377 p., 22 cm (ISBN 978-2-268-06627-1).
- Nostalgie de la rizière : Nouvelles, La Tour d’Aigues, L'Aube, 2012, 221 p., 17 cm (ISBN 978-2-8159-0392-9, BNF 42630630).
- Le Venin du papillon, Paris, Gallimard, 2017, 295 p., 21 cm (ISBN 978-2-07-019784-2).
- Le pays sans nom. Déambulations avec Marguerite Duras. Éditions de l'Aube, La Tour d’Aigues 2017 (sur le Vietnam)
- Douze palais de mémoire, Gallimard, 2021, 208p,  (ISBN 9782072887970)
- 80 mots du Viêtnam, Paris, L'Asiathèque, 2024, 184 p. (ISBN 9782360573905)

### Autres publications
- Vietnam, sous la direction de Nicolas Cornet, GÉO Voyages, GÉO, 2007, 215p,  (ISBN 9782906221635)
- Zadig n°10 : Au cœur du complotisme, 2021, 196p,  (ISBN 9782490941230)

## Distinctions
- 2017 : prix Littérature-monde (festival Étonnants Voyageurs) pour Le Venin du papillon
- 2021 : prix La-Renaissance-française pour Douze palais de mémoire[7]
- 2022 : Grand Prix Hervé-Deluen (Académie française).